# District régional de Cowichan Valley
Le District régional de Cowichan Valley en Colombie-Britannique est situé dans le sud de l'Île de Vancouver. Le siège du district régional se situe à Duncan.

## Géographie
Le district inclut le lac Cowichan, le second plus grand en superficie de l'île de Vancouver.